# Lilija Ajetbajewa
Lilija Tagirowna Ajetbajewa (ros. Лилия Тагировна Аетбаева; ur. 9 listopada 1993 r. w Prokopjewsku) – rosyjska bokserka, mistrzyni świata.

## Kariera
W 2019 roku została mistrzynią świata w Ułan Ude, pokonując w finale Turczynkę Buse Naz Çakıroğlu 4:1. W półfinale okazała się lepsza od Pang Chol-mi z Korei Północnej.